# Euphorbia chapmanii
Euphorbia chapmanii är en törelväxtart som beskrevs av Robertus Cornelis Hilarius Maria Oudejans. Euphorbia chapmanii ingår i släktet törlar, och familjen törelväxter.
Artens utbredningsområde är Florida. Inga underarter finns listade i Catalogue of Life.